# Święto ognia (film)
Święto ognia – polska komedia obyczajowa z 2023 roku, w reżyserii Kingi Dębskiej; adaptacja filmowa powieści Jakuba Małeckiego „Święto Ognia” (2021).

## Produkcja
Film wyprodukowano w 2023 roku. Zdjęcia realizowano w Łodzi i Warszawie. Partnerem produkcji jest Teatr Wielki – Opera Narodowa, zaś koproducentami filmu są: Canal+ Polska, Wytwórnia Filmów Dokumentalnych i Fabularnych, Axi Immo Group Sp. z o.o., Łódzki Fundusz Filmowy i Polski Instytut Sztuki Filmowej.

## Fabuła
Narratorką filmu jest Anastazja Łabendowicz (Paulina Pytlak), która cierpi na dziecięce porażenie mózgowe. Jest 20-latką poruszającą się na wózku inwalidzkim i komunikującą się z otoczeniem przy pomocy specjalnego oprogramowania, wychowywaną samotnie przez Poldka (Tomasz Sapryk). Pomimo znacznych ograniczeń, jest optymistycznie nastawiona do życia. Dziewczyna ma najlepszą relację z siostrą – Łucją (Joanna Drabik) – rozpoczynającą karierę, tancerką Baletu Narodowego. W życiu rodziny pojawia się przebojowa sąsiadka – Jóżefina (Kinga Preis). Dzięki niej, rodzina odkrywa siebie na nowo oraz odkrywa nierozwiązaną, rodzinną tajemnicę.

## Obsada aktorska[2]
- Paulina Pytlak – Anastazja (Nastka)
- Tomasz Sapryk – Poldek, ojciec Nastki
- Joanna Drabik – Łucja, siostra Nastki
- Kinga Preis – Józefina
- Karolina Gruszka – Lena
- Katarzyna Herman – Kownacka
- Mariusz Bonaszewski – Piłat
- Lilianna Bielecka – Nastka w wieku 4 lat
- Amelia Szcześniak – Łucja w wieku 6 lat
- Urszula Błońska – Łucja w wieku 10 lat; rola dubbingowana przez Gabrielę Derentowicz
- Milena Lisiecka – mama Leny
- Wiesław Cichy – tata Leny
- Mateusz Janicki – Mateusz
- Mikołaj Roznerski – Janek
- Abigail Cockrell – Kate
- Olga Markari – Elena
- Rafał Tandek – Witek
- Angelika Wojciechowska – Natasza
- Martin Hammer – Thorn
- Jorge Gutierrez – Juan
- tancerki i tancerze Opera Nova: Agnieszka Słowikowska, Nikodem Bialik, Łukasz Bałoniak, Anastasia Bilokon, Anna Schmatchenko, Aldona Budny
- Rafał Pacześ – fizjoterapeuta
- Marcin Gaweł – dyrektor szkoły
- Zbigniew Domagalski – urzędnik
- Katarzyna Z. Michalska – nauczycielka
- Tomasz Drabek – lekarz
- Iga Adamska – położna
- Piotr Cyrwus – ordynator
- Justyna Bartoszewicz – onkolog
- Piotr Seweryński – ortopeda
- Maciej Wierzbicki – ortopeda
- Piotr Tołoczko – masażysta

## Nagrody i nominacje
| Rok  | Nagroda                                                           | Kategoria                                                     | Odbiorca (jeśli wskazano)                                     | Wynik     |
| ---- | ----------------------------------------------------------------- | ------------------------------------------------------------- | ------------------------------------------------------------- | --------- |
| 2023 | Festiwal Polskich Filmów Fabularnych                              | Nagroda australijskich dystrybutorów filmowych „Złoty Kangur” | Nagroda australijskich dystrybutorów filmowych „Złoty Kangur” | nagroda   |
| 2023 | Festiwal Polskich Filmów Fabularnych                              | Nagroda za debiut aktorski                                    | Paulina Pytlak                                                | nagroda   |
| 2023 | Festiwal Polskich Filmów Fabularnych                              | Nagroda za drugoplanową rolę kobiecą                          | Kinga Preis                                                   | nagroda   |
| 2023 | Festiwal Filmu Polskiego w Ameryce                                | Nagroda Publiczności                                          | Nagroda Publiczności                                          | nagroda   |
| 2023 | Austin Polish Film Festival                                       | Nagroda Publiczności dla najlepszego filmu fabularnego        | Nagroda Publiczności dla najlepszego filmu fabularnego        | nagroda   |
| 2023 | Toronto Polish Film Festival                                      | Nagroda dla najlepszego filmu                                 | Nagroda dla najlepszego filmu                                 | nagroda   |
| 2023 | Toronto Polish Film Festival                                      | Nagroda za reżyserię                                          | Kinga Dębska                                                  | nagroda   |
| 2023 | Toronto Polish Film Festival                                      | Nagroda za rolę kobiecą                                       | Paulina Pytlak                                                | nagroda   |
| 2024 | Polska Nagroda Filmowa                                            | Najlepszy dźwięk                                              | Leszek Freund                                                 | nominacja |
| 2024 | Polska Nagroda Filmowa                                            | Najlepsza drugoplanowa rola kobieca                           | Kinga Preis                                                   | nominacja |
| 2024 | Ogólnopolski Festiwal Sztuki Filmowej „Prowincjonalia” we Wrześni | „Jańcio Wodnik” za najlepszą rolę kobiecą                     | Paulina Pytlak                                                | nagroda   |
| 2024 | Ogólnopolski Festiwal Sztuki Filmowej „Prowincjonalia” we Wrześni | „Jańcio Wodnik” za muzykę                                     | Bartosz Chajdecki                                             | nagroda   |
| 2024 | Beirut International Women Film Festival                          | Wyróżnienie                                                   | Wyróżnienie                                                   | nagroda   |
| 2024 | Festiwal Filmu i Sztuki „Dwa Brzegi”                              | Nagroda Publiczności                                          | Nagroda Publiczności                                          | nagroda   |
| 2024 | Polish Film Festival w Sydney                                     | Nagroda Publiczności                                          | Nagroda Publiczności                                          | nagroda   |
| 2024 | The Kosciuszko Foundation Washington Polish Film Festival         | Nagroda Publiczności                                          | Nagroda Publiczności                                          | nagroda   |